# 中谷池
中谷池（なかたにいけ）は岡山県玉野市槌ヶ原にあるため池である。また、付近に鴨川（児島湖に注ぐ）の支流がある。玉野市は乾燥して降水量が少ない地域であるため、中谷池のほかにもたくさんのため池が存在する。

## 周辺
- 深山公園
- 玉野ゴルフクラブ